# 吳定妃
吳定妃（？—1555年），名失考，廣平府雞澤縣人。錦衣衛副千戶吳登之女，明朝明世宗朱厚熜之妃。

## 生平
吳氏的出生及入宮時間均無考。嘉靖三十四年（1555年）閏十一月二十九日，「未封妃吳氏」薨逝，賜號為定，喪儀依照平妃耿氏之例辦理。嘉靖三十五年（1556年）二月二十五日，授吳定妃之父吳登為錦衣衛副千戶。根據《太常續考》的記載，吳定妃與耿平妃、李順妃、王懷妃、張安妃、王懷嬪、黃御嬪、趙宛嬪、馬常嬪於金山合葬同一墓，葬地具體位於紅石口。